# 悪党狩り
『悪党狩り』（あくとうがり）は、東京12チャンネル（現・テレビ東京）の水曜夜9時枠で放送された連続テレビ時代劇。

## 概要
原作は藤沢周平。本作は、藤沢にとって初の連続テレビドラマ作品である。北町奉行所定町廻り同心の神谷玄次郎（尾上菊五郎）と町医者の新村出（鶴田浩二）が、秘密裏に悪党を退治する勧善懲悪型の時代劇。初回は2時間スペシャルとして放映された。1990年にフジテレビ系列で放映された『神谷玄次郎捕物控』と同じ原作を用いている。
尾上菊五郎の義父で東映を代表するプロデューサー・俊藤浩滋が自身の個人事務所『藤映像コーポレーション』と共に企画と製作に参加。脚本に結束信二や飛鳥ひろしら東映系の脚本家が起用され、レギュラーの鶴田浩二・池玲子・品川隆二を始め、ゲストに菅原文太・黒川弥太郎・桜町弘子・梅宮辰夫など東映系の俳優も多数出演、端役も東映京都の大部屋俳優で占められ、殺陣も東映剣会の殺陣師が担当するなど、製作は松竹だが東映色の強い作風となっている。
ちなみに、玄次郎が立ち回りの直前、敵の前に姿を現す際に笛を吹くシーンがあるが、その笛の音色は、以前同じ枠で放送された『新・木枯し紋次郎』第11話「笛の流れは三度まで」で、旅の宿場女郎であるお笛（早瀬久美）が吹く笛の音色と全く同じものを使用している。

## キャスト
- 神谷玄次郎（北町奉行所・定町廻り同心） … 尾上菊五郎
- 新村出（町医者、読みは『しんむら・いずる』） … 鶴田浩二
- お津世（小料理屋『よし野』の女将） … 池玲子
- 岡半兵衛（神谷の先輩同心） … 待田京介
- 金子猪太夫（北町奉行所与力） … 品川隆二
- 銀蔵（玄次郎配下の岡っ引） … 玉川良一
- おみち（銀蔵の妹） … 奈三恭子
- 万造（半兵衛配下の岡っ引） … 尾上菊十郎
- 由太郎（新村の息子） … 上田孝則
- 『よし野』の仲居
  - おせん … 丸平峯子
  - おとき … 梅田まゆみ
  - おぼん … 豊田充里（豊田琴美）
- 新次郎 … 丸山俊也
- 音吉 … 尾上音吉

## 主題歌
- 『ばぁにんぐ』（唄：もんた＆ブラザーズ、作詞：SHIKO、作曲：もんたよしのり）

## 放映リスト（サブタイトルリスト）
| 話数 | サブタイトル       | 放送日     | 脚本              | 監督     | ゲスト出演者 |
| ---- | ------------------ | ---------- | ----------------- | -------- | --- |
| 1    | 地獄の道中手形     | 1980/10/8  | 村尾昭            | 山下耕作 | 菅原文太（長春）、遠藤太津朗（寺社奉行・倉成）、菅貫太郎（以蔵）、 大木晤郎、唐沢民賢、高並功、奈辺悟、勝野賢三、秋山勝俊、丘路千、疋田泰盛、岡嶋艶子、山田良樹、高谷舜二、池玲子（おてい※二役）、小林かおり（雪絵）、にしきのあきら（三枝）                                   |
| 2    | 八丁堀無情         | 1980/10/15 | 村尾昭            | 山崎大助 | 黒川弥太郎（弥助）、飛鳥裕子（おはつ）、中田博久（清吉）、芦田鉄雄（伝八）、中島茂樹、司裕介、阿波地大輔、村居京之輔、北村明男、峰蘭太郎、中川尚子、桂登志子 |
| 3    | 嵐の中の母子草     | 1980/10/22 | 結束信二          | 黒田義之 | 稲野和子（おりょう）、市川萬次郎（佐吉）、内田稔（国右衛門）、山岡徹也（虎五郎）、田中綾（おその）、湖条千秋（おらん）、波多野博（利助）、司裕介（松吉）、矢部義章、奈辺悟、木谷邦臣、島田秀雄、池田謙治、疋田泰盛、和田昌也、前川恵美子、中川尚子、美木健作                   |
| 4    | 夜叉と菩薩の谷間   | 1980/10/29 | 飛鳥ひろし        | 井沢雅彦 | 橘麻紀（お辰）、永田光男（勘兵衛）、佐藤京一（青鬼の左文次）、多田千香（お梶）、宮城幸生（忠七）、大城泰（耕作）、伊東亮英（良庵）、山口真代（お松）、藤長照夫、沖田駿一、きくち英一（鎖鎌の用心棒）、徳永まゆみ、志茂山高也、西村泰司、奔田陵、遠山金次郎、小坂和之、工藤英夫 |
| 5    | 折れた十手         | 1980/11/5  | 結束信二          | 山崎大助 | マキノ佐代子（おみの）、河合絃司（勘助）、細川純一（定吉）、千葉敏郎（深町）、五味龍太郎（熊五郎）、白井滋郎（多吉）、鈴木金哉（文五郎）、蓑和田良太、大江光子、森源太郎、水野靖子、岡嶋艶子、タンクロー、石塚祥聖、大月正太郎、岡本将、阿南忠幸、池田真司、北村わたる         |
| 6    | 般若の面が笑う時   | 1980/11/12 | 結束信二          | 黒田義之 | 北村英三（伝三郎）、岡村清太郎（新吉）、吉本真由美（おしの）、小田部通麿（般若の竜右衛門）、秋山勝俊（弥五郎）、高並功（能美七郎太）、中村錦司、大矢敬典、有島淳平、西山清孝、富永佳代子                                                                                       |
| 7    | 仁義に生きた犬     | 1980/11/19 | 佐藤繁子          | 山崎大助 | 水原麻紀（おえい）、汐路章（霞の仁兵衛）、成瀬正（勘次）、有川正治（菅沼）、波多野博（辰蔵）、遠山金次郎、星野美恵子、木下通博、蓑和田良太、細川純一、漁野篤史、川井大輔、坂本雅、矢部義章                                                                                     |
| 8    | 人斬り医者         | 1980/11/26 | 村尾昭            | 黒田義之 | 大木実（松永左内）、田口計（阿久根内膳）、江幡高志（勘助）、若宮隆二（荒尾平九郎）、高並功（勝田伝三）、木谷邦臣（山室）、矢吹二朗（伊八）、川村真樹（佐和）、三浦徳子、暁新太郎、村居京之輔、有島淳平、美柳陽子、桂登志子、司裕介                                             |
| 9    | 鬼がつかんだ風車   | 1980/12/3  | 結束信二          | 黒田義之 | 水島道太郎（井筒屋忠兵衛・鬼辰）、宮口二朗（五郎左）、相馬剛三（周蔵）、島田秀雄、小坂和之、泉好太郎、大城泰、和田昌也、藤川弘、大江光、池田謙治、藤長照夫、高谷舜二 |
| 10   | 赦免花の女         | 1980/12/10 | 松本功            | 井沢雅彦 | 桜町弘子（お春）、亀井光代（お信）、麻吹淳子（おちか）、堀田真三（文次）、鈴木金哉、福本清三、大矢敬典、漁野篤史、藤長照夫 |
| 11   | 地獄に咲いた花     | 1980/12/17 | 佐藤繁子          | 山崎大助 | 竹井みどり（おぶん）、川地民夫（宇之吉）、永野達弥（伊能道庵）、岩尾正隆（伝次）、白川浩二郎（間庭）、宮城幸生（弥兵衛）、美松艶子、小峰一男、小船秋夫、志茂山高也、西山清孝、泉好太郎、壬生新太郎                                                                             |
| 12   | 妻恋い侠客道       | 1980/12/24 | 飛鳥ひろし        | 山下耕作 | 藤巻潤（登龍の慎吉）、宮園純子（お豊）、小田部通麿（久万吉）、田中浩（富造）、石井ひとみ（おゆり）、白川浩二郎、小坂和之、波多野博、美松艶子、西村泰治、宮城幸生、小峰隆司、西田治子                                                                                           |
| 13   | 腕くらべ盗賊合戦   | 1981/1/7   | 飛鳥ひろし        | 黒田義之 | 赤座美代子（お良）、小林繁（繁次）、コロムビア・トップ（芳造）、遠藤太津朗（金八）、牧冬吉（政五郎）、岩尾正隆（達三）、暁新太郎（公助）、高並功（松之助）、小柳圭子、大川ひろ子、泉好太郎、笹木俊志                                                                           |
| 14   | 義理に泣いた少年   | 1981/1/14  | 佐藤繁子          | 山下耕作 | 白川和子（およう）、遠藤太津朗（太兵衛）、石橋蓮司（木枯しの仙次）、大場利明（吉助）、有川正治（政吉）、井上茂（権造）、福本清三（永代の喜助）、野口貴史、矢部義章、伊藤晶子、司裕介、壬生新太郎、椿竜二、大矢敬典                                                             |
| 15   | 大奥（秘）殺人     | 1981/1/21  | 結束信二          | 黒田義之 | 里見奈保（おさと）、川合伸旺（小金井主水正）、稲葉義男（作左衛門）、伊庭剛（佐吉）、荒木雅子（おつた）、志麻いづみ（藤尾の方）、大木晤郎、若宮敬士、石倉英彦、蓑和田良太、阿波地大輔、小坂和之、森源太郎、大月正太郎、白井滋郎                                                 |
| 16   | 残侠の未練花       | 1981/1/28  | 佐藤繁子          | 黒田義之 | 梅宮辰夫（伊三郎）、亀石征一郎（間又十郎）、今井健二（上総屋（土蜘蛛徳兵衛））、西田良（七之助）、秋山勝俊、宮城幸生、平河正雄、星野美恵子、細川純一、木谷邦臣、木下通博）、野平ゆき（おきわ）                                                                                 |
| 17   | 八年目の真実       | 1981/2/4   | 山本英明          | 山下耕作 | 藤山寛美（大坂屋清蔵（猿の黒兵衛））、森次晃嗣（稲妻の栄吉）、菅貫太郎（島田伊織）、中島葵（おけい）、川辺久造（川崎主膳）、佐藤京一（松造）、岩尾正隆、勝野賢三、中島香葉子、志茂山高也、大月正太郎、峰蘭太郎、桂登志子、世羅豊                                               |
| 18   | 無実の炎に燃えた奴 | 1981/2/11  | 松本功            | 山下耕作 | 火野正平（佐吉）、南原宏治（小沢多門）、杣山久美（おけい）、高野真二（上総屋宗右衛門）、北村英三（山吹屋清兵衛）、細川純一（新助）、秋山勝俊（源八）、福本清三（彦十）、疋田泰盛、笹木俊志、畑中伶一、藤沢徹夫、白井孝史（音松）、前川恵美子                                   |
| 19   | 大江戸恨み節       | 1981/2/18  | 押川国秋          | 津島勝   | 中尾彬（佐平）、加山麗子（お駒）、三浦リカ（お春）、岩田直二（仁左衛門）、丸山秀美（お志乃）、うえだ峻（留吉）、大木正司、藤沢薫、山村弘三、妹尾和夫、有島淳平、白井滋郎、高木吉治、志茂山高也、美松艶子、八木倫子、中野美幸、伊藤雅美、小船秋夫                               |
| 20   | 続・仁義に生きた犬 | 1981/2/25  | 佐藤繁子          | 井沢雅彦 | 野川由美子（おしん）、峰岸徹（八人斬りの丈吉）、佐藤仁哉（伊之助）、志乃原良子（おりつ）、八名信夫（勘七）、神田隆（太兵衛）、笹木俊志（仙三）、西山清孝、木村健太郎 |
| 21   | 殺人者はだれ       | 1981/3/4   | 結束信二          | 井沢雅彦 | 目黒祐樹（宗吉）、西沢利明（仁平）、大月正太郎（九蔵）、水野靖子（お蝶）、西村泰治（才蔵）、岡嶋艶子、新橋伸介、藤沢徹夫、石原須磨男、山田良樹、北村明男、池田謙治、宮城幸生、石塚祥聖、小船秋夫、紅かおる、小柳圭子                                                           |
| 22   | 閻魔を斬った男     | 1981/3/11  | 吉田耕助          | 井沢雅彦 | 下塚誠（藤田新之助）、大場順（日野大吉）、叶和貴子（美和）、今井健二（青鬼の重造）、有川正治（閻魔の吉兵衛）、水原ゆう紀（おくま）、森源太郎（俊平）、宮城幸生（孫兵衛）、崎津均、小峰一男、池田謙治、白井滋郎、富永佳代子、泉好太郎、大矢敬典、大城泰                         |
| 23   | 人情 津軽三味線    | 1981/3/18  | 結束信二 志村正浩 | 亀岡正人 | 鈴鹿景子（おつね）、長谷川待子（うわばみのお紋）、田口計（梶原万作）、仁和令子（おみの）、田中浩（山形屋）、小林稔侍（捨吉）、市川好郎（伝吉）、中村錦司（作兵衛）、藤沢徹夫（磯六）、奈辺悟、蓑和田良太、大矢敬典、吉岡睦子、速水豊子、大川かつ子、美柳陽子                   |
| 24   | 仇討無情           | 1981/3/25  | 吉田耕助 津島勝   | 津島勝   | 和田浩治（半蔵）、北林早苗（お俊）、武藤英司（内藤）、吉田豊明（田崎）、福山象三（弥吉）、堀北幸夫（武州屋）、浜田雄史（真山）、高並功、有島淳平、美松艶子、永田光男、石井洋充、東龍子、淡城みゆき                                                                             |

## スタッフ
- 製作：東京12チャンネル、松竹、藤映像コーポレーション
- 企画：東陽（東京12チャンネル）、山内静夫（松竹）、俊藤浩滋（藤映像）
- プロデューサー：桜林甫（松竹）、福井良春（藤映像）
- プロデューサー補：池田清（東京12チャンネル）
- 原作：藤沢周平『出合茶屋』（双葉社）
- 脚本：放映リスト参照
- 監督：放映リスト参照
- 音楽：津島利章
- 撮影：川勝基生
- 照明：北口光三郎
- 録音：野津裕男
- 美術：井川徳道
- 助監督：亀岡正人、津島勝
- 装飾：長尾康久
- 衣裳：安井五郎
- 記録：中野保子
- 擬斗：上野隆三（東映剣会）
- 和楽：中本敏生
- 演技事務：下川護
- 進行主任：河野荘一
- 制作担当：田村祐夫
- 装置：国松建設
- 小道具：高津商会
- 美粧結髪：東和美粧
- 振付：藤間紋藏（藤間流）
- 現像：東洋現像所
- 撮影協力：関西美工
- 施設協力：東映太秦映画村

## 再放送
- 2012年・2016年・2022年にCS・時代劇専門チャンネルで放送。
- 2018年7月2日よりBS12にて放送。第1話は前後編に分けて放送。
- 2018年12月よりCS・ホームドラマチャンネルにて放送開始。